# Ivan Iakimouchkine
Ivan Andreïevitch Iakimouchkine (en russe : Иван Андреевич Якимушкин) est un fondeur russe né le 17 juin 1996 à Mourom. Champion du monde junior en 2016, il est orienté sur les épreuves de distance pour se révéler au plus haut niveau en 2021, terminant deuxième de la Coupe du monde derrière Alexander Bolshunov et gagnant une médaille d'argent en relais aux Championnats du monde.

## Biographie
Il commence sa carrière au niveau international lors de la saison 2012-2013. Il monte sur ses premiers podiums aux Championnats du monde junior en 2015, gagnant la médaille d'argent au skiathlon et celle d'or au relais. L'année suivante, il devient champion du monde junior du quinze kilomètres libre. En 2017, il passe au niveau U-23, remportant son premier titre national sénior sur le skiathlon. En fin d'année, il est appelé à participer au Tour de ski, qu'il termine 21e, lui apportant quelques points pour la Coupe du monde. Aux Championnats du monde des moins de 23 ans, Iakimouchkine s'empare de la médaille de bronze du quinze kilomètres classique. Il est ensuite quatorzième d'un quinze kilomètres à Lahti. 
En ouverture de la saison 2018-2019, il est treizième à Ruka, puis onzième au classement du mini-Tour de Lillehammer, avant de récolter deux nouvelles de bronze aux Championnats du monde des moins de 23 ans et deux d'or à l'Universiade de Krasnoyarsk. Cet hiver, il monte aussi sur son premier podium en Coupe du monde dans un relais à Beitostølen, lieu même où il fait partie du quatuor russe vainqueur un an plus tard. Lors du Tour de Ski 2019-2020, il est auteur de son premier podium sur une étape, terminant deuxième du quinze kilomètres à Toblach. Quelques semaines plus tard, il prend la troisième place du quinze kilomètres libre à Falun.
Iakimouchkine réalise la meilleure semaine de sa carrière lors du Tour de Ski 2020-2021, où il cumule trois podiums sur des étapes et arrive finalement quatrième.
Il dispute ses premiers championnats du monde en 2021 à Oberstdorf, se classant d'abord huitième du skiathlon, puis onzième du quinze kilomètres libre, avant d'obtenir la médaille d'argent au relais en compagnie d'Alexey Chervotkin, Artiom Maltsev et Alexander Bolshunov.
Lors des Jeux olympiques à Pékin en Chine, il prend la médaille d'argent derrière Alexander Bolshunov lors de la dernière épreuve, prévue au départ sur 50 km mais réduite à 28,4 km à cause de conditions climatiques défavorables.

## Palmarès

### Jeux olympiques
| Épreuve / Édition | Sprint | Sprint                           | 15 km                            | 15 km     | Skiathlon 2 × 15 km | 50 km      | Relais | Relais    |
| Épreuve / Édition | libre  | classique                        | libre                            | classique | Skiathlon 2 × 15 km | 50 km      | Sprint | 4 × 10 km |
| Pékin 2022        | —      | Épreuve inexistante à cette date | Épreuve inexistante à cette date | 13e       | —                   | [ Note 1 ] | —      | 5e        |

Légende :
- : pas d'épreuve
- — : non disputée par Iakimouchkine

### Championnats du monde
| Épreuve / Édition | Sprint                           | Sprint    | 15 km | 15 km                            | Skiathlon 2 × 15 km | 50 km | Relais | Relais                   |
| Épreuve / Édition | libre                            | classique | libre | classique                        | Skiathlon 2 × 15 km | 50 km | Sprint | 4 × 10 km                |
| Obertsdorf 2021   | Épreuve inexistante à cette date | —         | 11e   | Épreuve inexistante à cette date | 8e                  | —     | —      | Médaille d'argent, monde |

Légende :
- : première place, médaille d'or
- : deuxième place, médaille d'argent
- : troisième place, médaille de bronze
- : pas d'épreuve
- — : Non disputée par Iakimouchkine

### Coupe du monde
- Meilleur classement général : 2e en 2021.
- 1 podium individuel : 1 troisième place.
- 3 podiums en relais : 1 victoire, 1 deuxième place et 1 troisième place.

#### Courses par étapes
- Tour de ski :
  - 4e de l'édition 2021.
  - 4 podiums d'étape.

#### Classements détaillés
| Saison / Épreuve | Saison / Épreuve | Général | Général | Distance | Distance | Sprint | Sprint |
| ---------------- | ---------------- | ------- | ------- | -------- | -------- | ------ | ------ |
| Saison / Épreuve | Saison / Épreuve | Class.  | Points  | Class.   | Points   | Class. | Points |
| 2017-2018        | 2017-2018        | 66e     | 71      | 59e      | 31       | -      | -      |
| 2018-2019        | 2018-2019        | 58e     | 103     | 47e      | 55       | -      | -      |
| 2019-2020        | 2019-2020        | 17e     | 431     | 13e      | 305      | 80e    | 5      |
| 2020-2021        | 2020-2021        | 2e      | 800     | 2e       | 509      | 31e    | 51     |

### Championnats du monde junior
- Médaille d'or du relais en 2015 à Almaty.
- Médaille d'argent du skiathlon en 2015.
- Médaille d'or du quinze kilomètres libre en 2016 à Rasnov.
- Médaille d'argent du relais en 2016.

### Championnats du monde des moins de 23 ans
- Médaille de bronze du quinze kilomètres classique en 2018 à Goms.
- Médaille de bronze du quinze kilomètres libre et du trente kilomètres classique en 2019 à Lahti.

### Universiades
- Médaille d'or du dix kilomètres classique et de la poursuite en 2019 à Krasnoïarsk.

### Championnats de Russie
- Champion 2017 du skiathlon.
- Champion 2018 du quinze kilomètres libre.
- Champion 2019 du sprint libre, du quinze kilomètres classique et du trente kilomètres.